# 深川町 (北海道)
深川町（ふかがわちょう）は、かつて北海道雨竜郡にあった町。

## 沿革
- 1902年（明治35年）4月1日 - 北海道二級町村制施行により、雨竜郡深川村が村制施行し、深川村（ふかがわむら）が発足。
- 1907年（明治40年）4月1日 - 一級村へ移行。
- 1918年（大正7年）1月1日 - 一級町制施行し深川町となる。
- 1923年（大正12年）1月1日 - 町域の一部を分離し妹背牛村（一級）が発足。
- 1963年（昭和38年）5月1日 - 雨竜郡一已村、納内村、空知郡音江村と合併し、市制施行して深川市となり消滅。